# Carver (romance)
Carver é o quinto romance da série Samuel Carver do escritor inglês de suspense, Tom Cain, lançado em 18 de agosto de 2011 pela Bantam Press.

## Trama
O personagem central, Samuel Carver, é um ex-assassino. A história se concentra em um grupo desconhecido que está tentando provocar a crise financeira de 2007-2008, depois de ter causado o colapso da instituição financeira Lehman Brothers, e Carver é contratado para detê-los.

## Recepção
O romance foi bem recebido pelo site de análises online Crimesquad, que declarou que "a prosa é tensa e raramente alguma palavra é estranha ou desnecessária" e concedeu ao romance uma pontuação de cinco em cinco.